# Louis Debierre
Louis François Debierre (* 18. Juli 1842 in Nantes; † 7. Juni 1920 ebenda) war ein französischer Orgelbauer und Gründer der gleichnamigen Orgelbaufirma.

## Leben
Der Sohn eines Schreiners und Kunsttischlers ging fünf Jahre lang im väterlichen Betrieb in die Lehre. 1869 kam er nach Paris, wo er zunächst bei dem Orgelbauer Thébault, später in der Harmoniummanufaktur Debain Arbeit fand. 1862 kehrte er nach Nantes zurück. Hier baute er im Folgejahr seine erste Orgel, die von Georg Schmitt, dem Organisten der Großen Orgel von Saint-Sulpice (Paris), abgenommen wurde.
Er gründete dann seine Orgelbaufirma in der Chaussée de la Madeleine in Nantes. Seit 1871 produzierte er tragbare Orgeln, für deren Bau er 1872 ein Patent einreichte (un orgue à tuyaux portatif à soufflerie indépendante), das 1873 erteilt wurde. Bis 1875 errichtete er in der Rue St-André und Rue St-Clément eigens konzipierte Fabrikationsräume, die ihm eine praktisch industrielle Fabrikation von Einzelteilen und kleinen Instrumenten ermöglichte. Eine weitere Erfindung, die ebenfalls dem Bau kleiner kompakter Orgen zugutekam, waren Orgelpfeifen, die mehrere verschiedene Töne erzeugen konnten (nouveaux tuyaux d’orgues à notes multiples, später als tuyaux polyphones bezeichnet), die er 1882 zum Patent anmeldete. Instrumente in dieser Konstruktion wurden in die ganze Welt – nach Amerika ebenso wie nach Asien und Afrika – versandt.
1888 schließlich legte Debierre ein Patent über eine elektropneumatische Traktur vor (le remplacement de tous les organes mécaniques par des tubes ou des fils conducteurs de l’air comprimé ou de l’électricité) und zählt damit neben Joseph Merklin zu den Pionieren dieser Technik.
Insgesamt hinterließ Debierre mehr als 600 Orgeln in Frankreich und vielen anderen Ländern. 1919 verkaufte er die Firma an der Orgelbauer Georges Gloton, einen Schüler von Jean-Baptiste Ghys in Dijon. 1947 wurde die Firma von seinem Enkel Joseph Beuchet-Debierre übernommen, dessen gleichnamiger Sohn leitete sie ab 1970 bis zur Schließung 1980.

## Werke (Auswahl)
| Jahr | Ort    | Kirche                           | Bild | Manuale | Register | Bemerkungen                                                       |
| ---- | ------ | -------------------------------- | ---- | ------- | -------- | ----------------------------------------------------------------- |
| 1896 | Nantes | Kathedrale von Nantes, Chororgel |      | III/P   | 25       | → Orgeln der Kathedrale von Nantes. Größte Chororgel Frankreichs. |